# Afrikaanse paardenpest
Afrikaanse paardenpest, APP of AHS (als afkorting van het Engelse African horse sickness) is een virusziekte die, zoals de naam al doet vermoeden, vooral voorkomt bij paarden en paardachtigen, zoals ezels en zebra's. Er zijn ook gevallen bekend waar olifanten, kamelen en honden besmet zijn geraakt met de ziekte. Het vermoeden bestaat dat de honden besmet zijn geraakt met de Afrikaanse paardenpest door het eten van besmet vlees. Afrikaanse paardenpest is net als bijvoorbeeld blauwtong een vectorziekte. Bij de OIE (wereldorganisatie voor diergezondheid) staat Afrikaanse paardenpest op de A-lijst vanwege de hoge mortaliteit onder paarden.

## Ziekteverwekker
Afrikaanse paardenpest wordt veroorzaakt door het Afrikaanse-paardenpestvirus Het virus is een dsRNA-virus van het geslacht Orbivirus uit de familie van de Reoviridae. Van het virus zijn negen verschillende serotypen bekend.
Eigenschappen:
- uitgeschakeld na 180 minuten op 50 °C of 15 minuten op 60 °C
- stabiel in een pH tussen 6,0 – 12,0
- uitgeschakeld door ether en β-propiolacton (0,4%)
- uitgeschakeld door formaline (0,1% / 14u), carbolzuur en iodophoren
- kan bij een temperatuur van 37 °C 37 dagen overleven

## Besmetting
Besmetting met het virus kan niet plaatsvinden via direct contact tussen besmette dieren en vatbare dieren. Besmetting vindt alleen plaats via biologische vectoren of mechanische vectoren. De biologische vector voor het Afrikaanse-paardenpestvirus zijn de verschillende soorten van het muggengeslachten Culicoides; de muggen vormen ook de biologische vector voor het bluetongue-virus. Mechanische vectoren zijn verschillende soorten in de muggengeslachten: Culex, Anopheles en Aedes en in de tekengeslachten: Hyalomma en Rhipicephalus. Besmetting van de vector gebeurt door het bijten van een besmet dier, vervolgens bijt de besmette vector een vatbaar dier waardoor het dier besmet raakt met het Afrikaanse-paardenpestvirus.

## Ziekteverschijnselen
De incubatietijd van Afrikaanse paardenpest is gemiddeld 7 – 14 dagen, maar een incubatietijd van 2 dagen is ook mogelijk. Er wordt een onderscheid gemaakt tussen vier verschillende vormen van klinische Afrikaanse paardenpest: milde vorm, ademhalingsvorm, hartvorm en de gemengde vorm.

### Milde vorm (subklinisch)
De milde vorm komt voornamelijk bij voor dieren die specifieke immuniteit tegen Afrikaanse paardenpest hebben opgebouwd. Deze vorm van Afrikaanse paardenpest wordt vaak over het hoofd gezien ten tijde van een uitbraak.
symptomen:
- licht verhoogde lichaamstemperatuur 40 °C (3-8 dagen)
- in sommige gevallen:
  - uitgedroogd oogbindweefsel.
  - lichte vermagering

### Ademhalingsvorm (pulmonary)
De ademhalingsvorm uit zich, zoals de naam al doet blijken, voornamelijk in de luchtwegen.
symptomen:
- verhoogde lichaamstemperatuur 40 - 41 °C
- onregelmatige hoestbuien
- opgezwollen neusgaten die een schuimige rode vloeistof uitscheiden
- roodgekleurd oogbindweefsel
- dieren overlijden vaak binnen 1 week, als gevolg van een zuurstoftekort

### Hartvorm (cardiac)
De hartvorm dankt de naam aan het feit dat deze vorm vaak terminaal eindigt door het bezwijken van het hart van het besmette dier.
symptomen:
- verhoogde lichaamstemperatuur 39 - 41 °C
- opzwellen van oogleden, gezichtsweefsel, hals, borst en schouders
- dier sterven meestal binnen 1 week, doordat het hart bezwijkt

### Gemengde vorm
Bij de gemengde vorm treedt eerst de ademhalingsvorm en wordt daarna gevolgd door de hartvorm. Het dier sterft meestal binnen een week doordat het hart bezwijkt.

## Verspreiding
Zoals de naam al doet vermoeden is de ziekte voor het eerst geconstateerd in Afrika. Tegenwoordig komt de ziekte daar nog steeds voor en dan voornamelijk in tropisch Afrika. Zo nu en dan weet de ziekte richting het zuiden van Afrika uit te breken. Ook slecht de ziekte zo nu en dan de natuurlijke barrière (Sahara) in het noorden. Dit gebeurt voornamelijk via de Nijldelta en de Afrikaanse westkust. Via deze routes heeft de ziekte zich ook weten te verspreiden naar gebieden buiten Afrika: Midden-Oosten (1959-1963) en Spanje (1996 en 1987-1990). De ziekte heeft zich in deze regio’s nooit permanent kunnen vestigen omdat de belangrijkste biologische vector Culicoides imicola niet kan overleven in deze gebieden. Het opwarmen van de aarde kan als gevolg hebben dat C. imicola wel kan overleven in deze regio’s en dat Afrikaanse paardenpest dus ook endemisch kan worden in deze regio’s.

## Bestrijding
Voorkomen is beter dan genezen, daarom is het van belang dat als een land vrij is van Afrikaanse paardenpest alle paardachtigen die geïmporteerd worden in quarantaine te doen. De quarantainevoorziening dient volledig afgesloten te zijn zodat er geen insecten bij de dieren kunnen komen. In de Verenigde Staten geldt een quarantaine van 60 dagen voor paardachtigen geïmporteerd uit landen waar Afrikaanse paardenpest heerst.
Er is een vaccin beschikbaar tegen Afrikaanse paardenpest. Dit vaccin is alleen niet een zogenaamd markervaccin, er kan dus geen onderscheid worden gemaakt tussen gevaccineerde dieren en besmette dieren. Daarom is het bij een uitbraak van belang dat alle dieren worden gevaccineerd. Vaccinatie als enig middel ten tijde van een uitbraak is niet voldoende. Naast vaccineren moet de bewezen biologische vector C. imicola worden bestreden. Ook wordt aangeraden rondom besmettingshaarden een 100 kilometer controlegebied in te stellen waarin paardachtigen niet vervoerd mogen worden.